# Boadicea (hop)
Boadicea is een hopvariëteit, gebruikt voor het brouwen van bier.
Deze Engelse hopvariëteit is een “dubbeldoelhop”, bij het bierbrouwen gebruikt zowel voor zijn aromatische als zijn bittereigenschappen.

## Kenmerken
- Alfazuur: 9 – 11%
- Bètazuur: 3,6%
- Eigenschappen: citrussmaak, licht bloemig aroma en goede bitterheid